# 静町 (横手市)
静町（しずかまち）は、秋田県横手市の大字。郵便番号013-0075。人口は151人、世帯数は50世帯（2020年10月1日現在）。全域で住居表示は未実施。旧横手町大字静町、旧平鹿郡朝倉村大字静町、旧平鹿郡静町村に相当する。

## 地理
横手地域の西部に位置しており、東で八幡、西で上八丁、南で三本柳、北で杉目・上境と隣接する。水田を中心とする純農村地帯であり、北部には横手川から取水された三ノ堰が西流している。南東から北西にかけては主要地方道である県道71号大曲横手線が通り、三ノ堰と県道の間に集落が形成されている。
全域が都市計画区域に含まれるが、区域区分非設定区域となっている。都市計画法上の用途地域には指定されていない。

### 地名の由来
菅江真澄の『雪の出羽路 平鹿郡』によれば、戦国時代の頃、湧き水の湧出する町という意味で「清水ヶ町」と呼ばれ、それが後に転化して「静町」になったと言われている。

### 小字
2024年（令和6年）10月5日時点での「横手市（秋田地方法務局大曲支局）登記所備付地図データ」、デジタル庁公表の「アドレス・ベース・レジストリ」の「秋田県 横手市 町字マスター（フルセット） データセット」、横手市公表のオープンデータによれば、静町の小字は以下の通りである。
| 町・字 | 町・字   | 出典 | 出典         | 出典       |
| 大字   | 小字     | 登記 | 町字マスター | 行政区一覧 |
| ------ | -------- | ---- | ------------ | ---------- |
| 静町   | 字赤口   | ○    | ○            | ○          |
| 静町   | 字村東   | ○    | ○            | ○          |
| 静町   | 字長田   | ○    | ○            | ○          |
| 静町   | 字鶴田   | ○    | ○            | ○          |
| 静町   | 字払小屋 | ○    | ○            | ○          |
| 静町   | 字北小屋 | ○    | ○            | ○          |

## 歴史
正保4年（1647年）の『出羽一国絵図』では、静町新田村として村名が見え、新田村扱いであったが、宝永から享保年間には静町村となっている。 享保15年（1730年）の『六郡郡邑記』では静町村とあり、家数10軒、支郷にフコヤ村（畚小屋村、家数7軒）・北小屋村（同4軒）があるとされるが、『雪の出羽路』によれば畚小屋村が廃村になったとある。また、『六郡御黒印村附帳』では、これまで静ヶ町村と称していたが静町村に改められたとある。

### 沿革
- 1873年（明治6年）2月 - 秋田県第6大区小2区に属する[15]。
- 1889年（明治22年）4月 - 町村制施行に伴い、睦成村・静町村・杉目村・杉沢村・八幡村が合併し、朝倉村となる[15]。静町村は朝倉村大字静町となる[9]。
- 1933年（昭和8年）4月15日 - 朝倉村が横手町に編入[16][17]。横手町大字静町となる[18]。
- 1951年（昭和26年）4月1日 - 栄村と旭村が横手町に編入、同時に市制施行して横手市（初代）となる[19]。横手市静町となる[20]。
- 2013年（平成25年） 4月1日 - 鳳中学校・横手西中学校・金沢中学校が統合し、横手北中学校が開校[21]。

## 世帯数と人口
2020年（令和2年）10月1日現在の世帯数と人口は以下の通りである。
| 大字 | 小字     | 世帯数 | 人口  |
| ---- | -------- | ------ | ----- |
| 静町 | 字払小屋 | 50世帯 | 151人 |
| 計   | 計       | 50世帯 | 151人 |

### 人口・世帯数の推移
以下は国勢調査による1995年（平成7年）以降の人口の推移。2000年と2005年はデータ無し。
| 年                 | 人口 |
| ------------------ | ---- |
| 1995年（平成7年）  | 211  |
| 2010年（平成22年） | 157  |
| 2015年（平成27年） | 154  |
| 2020年（令和2年）  | 151  |

以下は国勢調査による1995年（平成7年）以降の世帯数の推移。2000年と2005年はデータ無し。
| 年                 | 世帯数 |
| ------------------ | ------ |
| 1995年（平成7年）  | 51     |
| 2010年（平成22年） | 46     |
| 2015年（平成27年） | 47     |
| 2020年（令和2年）  | 50     |

## 小・中学校の学区
市立小・中学校に通う場合、学区（校区）は以下の通りとなる。
| 番地 | 小学校               | 中学校               |
| ---- | -------------------- | -------------------- |
| 全域 | 横手市立横手北小学校 | 横手市立横手北中学校 |

## 交通

### 鉄道
町内に駅はない。最寄り駅は■奥羽本線、■北上線の横手駅。

### 道路
- 秋田県道71号大曲横手線

## 施設
- 横手市立横手北中学校（字鶴田37番地）[26]

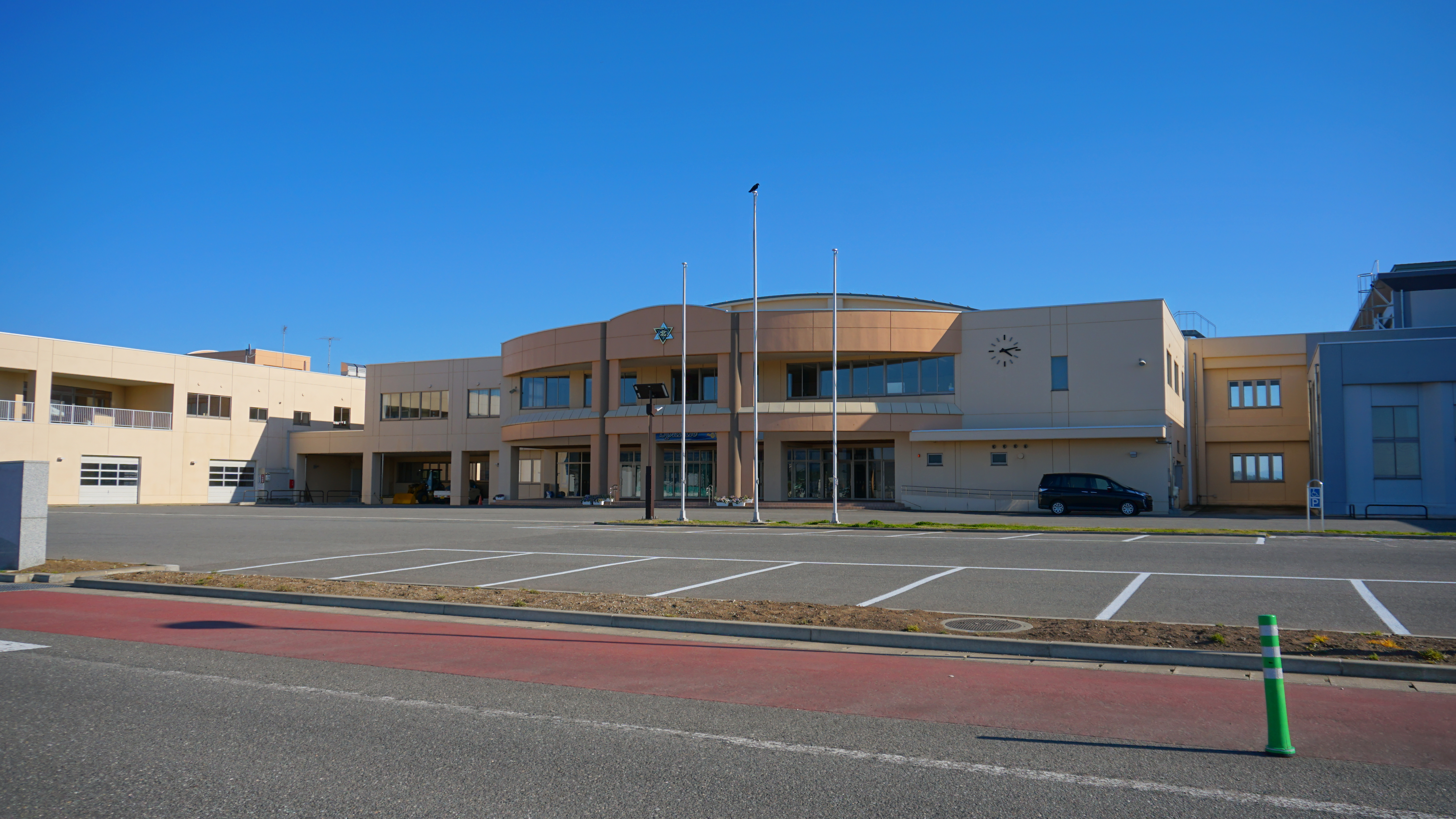
横手市立横手北中学校